# (1468) Zomba
(1468) Zomba – planetoida z grupy przecinających orbitę Marsa okrążająca Słońce w ciągu 3 lat i 94 dni w średniej odległości 2,2 au. Została odkryta 23 lipca 1938 roku w Union Observatory w Johannesburgu przez Cyrila Jacksona. Nazwa planetoidy pochodzi od miasta Zomba, obecnie w Malawi. Przed nadaniem nazwy planetoida nosiła oznaczenie tymczasowe (1468) 1938 PA.